# Alberto Belén

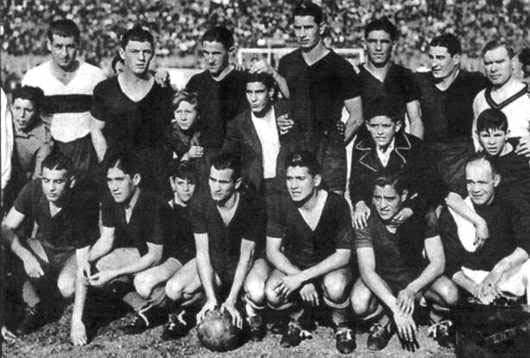
Historyczna drużyna Newell’s Old Boys, która pierwsza w historii klubu wystąpiła w pierwszej lidze argentyńskiej. Skład: Luis Heredia, Néstor Gilli, Juan Carlos Sobrero, José Sisniega, Angel Peruca, Carmelo Reynoso, Alberto Belén, José Fabrini, Eduardo Gómez, Mario Morosano, Mariano Sánchez

Alberto Edmundo Belén – argentyński piłkarz grający na pozycji napastnika.
Belén jako gracz klubu Newell’s Old Boys Rosario wziął udział 19 marca 1939 roku w wygranym 2:1 meczu z San Lorenzo de Almagro. Mecz ten był dla Newell’s Old Boys historycznym debiutem w pierwszej lidze argentyńskiej, a Belén zdobył dla swej drużyny jedną z dwóch bramek. W debiutanckim sezonie Newell’s Old Boys, a z nim Belén, zajął w pierwszej lidze czwarte miejsce.
Jako piłkarz klubu Newell’s Old Boys wziął udział w turnieju Copa América 1941, gdzie Argentyna zdobyła mistrzostwo Ameryki Południowej. Belén zagrał tylko w jednym meczu – z Peru.
W 1941 roku razem z Newell’s Old Boys Belén zajął w lidze trzecie miejsce. W 1942 roku grał już w klubie CA Platense, z którym zajął w lidze 11. miejsce.
Wziął udział w turnieju Copa Rosa Chevallier Boutell 1943, wygranym przez Argentynę. Belén zagrał w obu zwycięskich meczach z Paragwajem.
W 1943 roku Belén razem z Platense zajął w pierwszej lidze 7. miejsce, następnie w 1944 roku zajął 12. miejsce, w 1945 roku 7. miejsce, a w 1946 roku 8. miejsce.
Belén grał także w klubie Gimnasia y Esgrima La Plata. Na koniec kariery w latach 1948–1949 grał w drugoligowym wówczas klubie CA Colón.
W latach 1940–1943 Belén rozegrał w reprezentacji Argentyny 8 meczów i zdobył 2 bramki.